# Pacific Coast Championships 1992
Il Pacific Coast Championships 1992 è stato un torneo di tennis giocato sul cemento indoor. È stata la 103ª edizione del Pacific Coast Championships, che fa parte della categoria World Series nell'ambito dell'ATP Tour 1992. Si è giocato a San Francisco negli Stati Uniti, dal 3 al 9 febbraio 1992.

## Campioni

### Singolare
Michael Chang ha battuto in finale  Jim Courier con il punteggio di 6–3, 6–3

### Doppio
Jim Grabb /  Richey Reneberg hanno battuto in finale  Pieter Aldrich /  Danie Visser con il punteggio di 6–4, 7–5